# Robert Dautray
Robert Dautray (ursprünglich Kouchelevitz; * 1. Februar 1928 in Paris; † 20. August 2023 ebenda) war ein französischer Ingenieur und angewandter Mathematiker, der 1993 bis 1998 französischer Hochkommissar für Atomenergie war.
Dautray hieß ursprünglich Kouchelevitz und war der Sohn jüdischer Einwanderer aus der ehemaligen Sowjetunion. Im Zweiten Weltkrieg wurden seine Eltern in Auschwitz ermordet, er selbst versteckte sich in Frankreich auf dem Land. Er studierte ab 1945 an der École nationale supérieure d'arts et métiers und ab 1949 an der Ecole Polytechnique und anschließend an der Ecole des Mines. Danach arbeitete er für die zivile Sektion der französischen Atomenergiebehörde CEA. In der Endphase des französischen Wasserstoffbombenprojekts wurde er 1967 deren wissenschaftlicher Leiter. Über seinen Beitrag gab es später eine Kontroverse (siehe Michel Carayol). Als wissenschaftlicher Direktor bei der CEA trug er zum Beispiel zur Reaktorentwicklung (Hochflussreaktor in Grenoble) und Urananreicherung bei und leitete das Hochleistungslaser-Programm Phébus.
Er war Mitglied der Academie des Sciences (1977) und ab 1989 ordentliches Mitglied der Academia Europaea. 1998 wurde er Großoffizier der Ehrenlegion, deren Großkreuz er 2007 erhielt. 1993 erhielt er den Edward Teller Award der American Nuclear Society.
2007 veröffentlichte er seine Memoiren.
Er starb am 20. August 2023 im Alter von 95 Jahren in Paris.
Mit Jacques-Louis Lions gab er ein Handbuch numerischer Methoden heraus.

## Schriften
- Mémoires, du Vel d'Hiv à la bombe H, Odile Jacob, Paris, 2007.
- mit Jacques Lesourne, L'humanité face au changement climatique, Odile Jacob, Paris, 2009.
- mit J. J. Duderstadt, E. E. Lewis, C. Bardos: Neutron Transport Équation, Paris, Eyrolles 1983.
- mit Jacques-Louis Lions (Herausgeber): Analyse mathématique et calcul numérique, 9 Bände, Paris: Masson, 1984–1987
  - Englische Ausgabe mit I. N. Sneddon u. a.: Mathematical Analysis and Numerical Methods for Science and Technology, 6 Bände, Springer 1999
- Méthodes spectrales, Paris, Eyrolles 1988
- mit M. Cessenat, G. Ledanois, P. Lions, E. Pardoux, R. Sentis: Méthodes probabilistes pour les équations de la physique, Paris, Eyrolles 1989
- mit J.-L. Lions, J. C. Amson: Spectral theory and applications, Berlin, Springer-Verlag 1990.
- mit J.-P. Watteau: La fusion thermonucléaire inertielle par laser, 2 Bände, Paris, Eyrolles 1993, 1995.
- mit J. Planchard: Méthodes mathématiques en neutronique, Paris, Eyrolles 1995.
- mit M. Tubiana: La radioactivité et ses applications - Que sais-je?, Paris, Presses universitaires de France 1996
- mit J.-L. Lions, I. N. Sneddon: Mathematical Analysis and Numerical Methods for Science and Technology, 2 Bände, Springer 1999
- L'énergie nucléaire civile dans le cadre temporel des changements climatiques, Paris, Technique & Documentation 2001
- Quelles énergies pour demain?, Paris, Odile Jacob 2004.
- mit M. Petit: Qu'est-ce que l'effet de serre ? Ses conséquences sur l'avenir du climat, Paris, Vuibert 2004.
- Les isotopes du plutonium et leurs descendants dans le nucléaire civil, Paris, Éditions Tec & Doc 2005.
- Sécurité et utilisation hostile du nucléaire civil - De la physique à la biologie, Paris, Éditions Tec & Doc 2007.